# Пьятти, Пабло
Па́бло Даниэ́ль Пья́тти (исп. Pablo Daniel Piatti; 31 марта 1989, Ла-Карлота, провинция Кордова) — аргентинский футболист, вингер клуба «Эстудиантес».

## Клубная карьера
Пабло Пьятти — воспитанник клуба «Эстудиантес», за основную команду дебютировал в ноябре 2006 года, в матче против «Ньюэллс Олд Бойз». Первый же сезон на профессиональном уровне принёс футболисту первый в карьере трофей: вместе с командой Пьятти стал чемпионом Апертуры.
Отыграв на родине два года, в 2008 году молодой полузащитник перебрался за океан — его купила примерно за €7 млн испанская «Альмерия», в составе которой игрок провёл следующие три года своей карьеры.
Летом 2011 года Пьятти перешёл в «Валенсию» за €7,5 млн, подписав пятилетний контракт.
16 июля 2016 года Пьятти был взят в аренду «Эспаньолом» на сезон с опцией выкупа. 24 мая 2017 года каталонский клуб объявил о выкупе аргентинца за €1,5 млн, подписав с ним контракт до 30 июня 2020 года, предусматривающий отступные в размере €30 млн. В феврале 2019 года в матче против «Райо Вальекано» Пьятти повредил переднюю крестообразную и внутреннюю боковую связки правого колена.
7 февраля 2020 года Пьятти перешёл в клуб MLS «Торонто», подписав контракт по правилу назначенного игрока. Начало сезона пропустил из-за растяжения подколенного сухожилия. В североамериканской лиге дебютировал 13 июля 2020 года в матче группового этапа Турнира MLS is Back против «Ди Си Юнайтед». 18 августа 2020 года в матче против «Ванкувер Уайткэпс» забил свои первые голы в MLS, оформив дубль. По окончании сезона 2020 «Торонто» не стал продлевать контракт с Пьятти.
6 марта 2021 года Пьятти вернулся в Ла Лигу, присоединившись к «Эльче».

## Карьера в сборной
В составе молодёжной сборной Аргентины Пабло Пьятти принимал участие в чемпионате мира среди молодёжных команд 2007 года в Канаде. Самый молодой среди игроков команды, Пабло отыграл за сборную почти весь турнир (Пьятти сыграл 6 из 7 матчей, проведённых сборной на чемпионате), оказавшийся для аргентинской молодёжи победным — по его итогам сборная Аргентины завоевала золотые медали.
5 июня 2011 года Пабло Пьятти сыграл свой первый матч в составе основной национальной сборной, выйдя на поле в товарищеском матче против сборной Польши.

## Достижения
«Эстудиантес»
- Чемпион Аргентины: Апертура 2006

Сборная Аргентины
- Победитель молодёжного чемпионата мира: 2007